# Каслтаун (Уэксфорд)

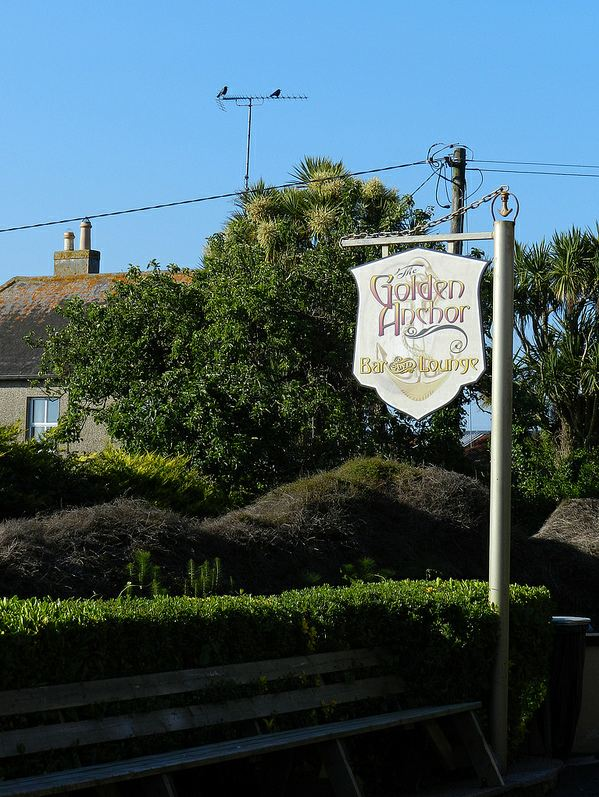

Каслтаун (англ. Castletown; ирл. Baile an Chaisleáin) — деревня в Ирландии, находится в графстве Уэксфорд (провинция Ленстер).